# 2012年ロンドンオリンピックのロシア選手団
2012年ロンドンオリンピックのロシア選手団（2012ねんロンドンオリンピックのロシアせんしゅだん）は、2012年7月27日から8月12日にかけてイギリスの首都ロンドンで開催された2012年ロンドンオリンピックのロシア選手団、およびその競技結果。

## 概要
今大会は金メダル18個、銀メダル20個、銅メダル26個の合計64個のメダルを獲得した。その一方で、国家的ドーピング問題が明らかとなり、金メダル7個、銀メダル7個、銅メダル5個の合計19個のメダルが剥奪され、2018年平昌オリンピックではロシアとしての参加が見送られた。
フィールドホッケー、サッカーでは出場権を確保できなかった。 
女子選手が男子選手よりも多い史上初の選手団となった。また、女子選手が旗手を務めるのも今回が初だった。
開催終了後の8月15日、モスクワの赤の広場でロシア選手団の祝勝会が行われ、ロシアオリンピック財団からメダリスト全員にアウディ（合計129台）がプレゼントされた。

## メダル
| メダル | 選手名 | 競技                       | 種目                             | 日付（現地） |
| ------ | --- | -------------------------- | -------------------------------- | ------------ |
| 金     | アンナ・チチェロワ | 陸上                       | 女子走高跳                       | 8月11日      |
| 金     | イリヤ・ザハロフ | 飛込                       | 男子3m板飛込                     | 8月07日      |
| 金     | ナタリア・イーシェンコ スベトラーナ・ロマシナ | シンクロナイズドスイミング | 女子デュエット                   | 8月07日      |
| 金     | アナスタシア・ダビドワ マリア・グロモワ ナタリア・イーシェンコ エルビラ・ハシャノワ ダリア・コロボワ アレクサンドラ・パツケビッチ スベトラーナ・ロマシナ アンゼリカ・ティマニナ アラ・シシュキナ                                                                            | シンクロナイズドスイミング | 女子チーム                       | 8月10日      |
| 金     | エゴー・メコンチェフ | ボクシング                 | 男子ライトヘビー級               | 8月12日      |
| 金     | ニコライ・アパリコフ タラス・フテイ セルゲイ・グランキン セルゲイ・テチューヒン アレクサンドル・ソコロフ ユーリー・ベレジュコ アレクサンドル・ブツコ ドミトリー・ムセルスキー ドミトリー・イリニフ マキシム・ミハイロフ アレクサンドル・ボルコフ アレクセイ・オブモチャエフ | バレーボール               | 男子                             | 8月12日      |
| 金     | アリーヤ・ムスタフィナ | 体操                       | 女子段違い平行棒                 | 8月06日      |
| 金     | アナスタシア・ブリズニュク ウリアナ・ドンスコワ クセニア・ドゥトキナ アリナ・マカレンコ アナスタシア・ナザレンコ カロリナ・セバストヤノワ | 新体操                     | 女子団体                         | 8月12日      |
| 金     | エフゲニア・カナエワ | 新体操                     | 女子個人総合                     | 8月11日      |
| 金     | ロマン・ブラソフ | レスリング                 | 男子グレコローマンスタイル74kg級 | 8月05日      |
| 金     | アラン・クガエフ | レスリング                 | 男子グレコローマンスタイル84kg級 | 8月06日      |
| 金     | ジャマル・オタルスルタノフ | レスリング                 | 男子フリースタイル55kg級         | 8月10日      |
| 金     | ナタリア・ボロベワ | レスリング                 | 女子フリースタイル72kg級         | 8月09日      |
| 金     | ビリャル・マホフ | レスリング                 | 男子フリースタイル120kg級        | 8月11日      |
| 金     | アルセン・ガルスチャン | 柔道                       | 男子60kg級                       | 7月28日      |
| 金     | マンスール・イサエフ | 柔道                       | 男子73kg級                       | 7月30日      |
| 金     | タギル・ハイブラエフ | 柔道                       | 男子100kg級                      | 8月02日      |
| 金     | ユーリ・ポストリガイ アレクサンドル・ディヤチェンコ | カヌー                     | 男子スプリントK-2 200m           | 8月11日      |
| 銀     | エカテェリーナ・ポイストゴワ | 陸上                       | 女子800m                         | 8月11日      |
| 銀     | エレーナ・ソコロワ | 陸上                       | 女子走幅跳                       | 8月08日      |
| 銀     | エフゲニー・コロチシュキン | 競泳                       | 男子100mバタフライ               | 8月03日      |
| 銀     | アナスタシア・ズエワ | 競泳                       | 女子200m背泳ぎ                   | 8月03日      |
| 銀     | エフゲニー・クズネツォフ イリヤ・ザハロフ | 飛込                       | 男子3mシンクロ板飛込             | 8月01日      |
| 銀     | マリア・シャラポワ | テニス                     | 女子シングルス                   | 8月04日      |
| 銀     | ソフィア・オチガワ | ボクシング                 | 女子ライト級                     | 8月09日      |
| 銀     | ナデザ・トロポワ | ボクシング                 | 女子ミドル級                     | 8月09日      |
| 銀     | デニス・アブリャジン | 体操                       | 男子跳馬                         | 8月06日      |
| 銀     | アリーヤ・ムスタフィナ ビクトリア・コモワ キセニア・アファナセワ アナスタシア・グリシナ マリア・パセカ | 体操                       | 女子団体総合                     | 7月31日      |
| 銀     | ビクトリア・コモワ | 体操                       | 女子個人総合                     | 8月02日      |
| 銀     | ダリア・ドミトリエワ | 新体操                     | 女子個人総合                     | 8月11日      |
| 銀     | ドミトリー・ウシャコフ | トランポリン               | 男子個人                         | 8月03日      |
| 銀     | ルスタム・トトロフ | レスリング                 | 男子グレコローマンスタイル96kg級 | 8月07日      |
| 銀     | ベシク・クドゥホフ | レスリング                 | 男子フリースタイル60kg級         | 8月11日      |
| 銀     | タチアナ・カシリナ | ウエイトリフティング       | 女子75kg超級                     | 8月05日      |
| 銀     | インナ・デリグラゾワ カミラ・ガフルジアノワ アイダ・シャナエワ ラリサ・コロベイニコワ | フェンシング               | 女子フルーレ団体                 | 8月02日      |
| 銀     | ソフィア・ベリカヤ | フェンシング               | 女子サーブル個人                 | 8月01日      |
| 銀     | アレクサンドル・ミハイリン | 柔道                       | 男子100kg超級                    | 8月03日      |
| 銀     | イワン・シュタイル | カヌー                     | 男子スプリントC-1 200m           | 8月11日      |
| 銅     | タチアナ・ペトロワ・アルヒポワ | 陸上                       | 女子マラソン                     | 8月05日      |
| 銅     | エレーナ・イシンバエワ | 陸上                       | 女子棒高跳                       | 8月06日      |
| 銅     | アンドレイ・グレチン ニキータ・ロビンツェフ ウラジミール・モロゾフ ダニラ・イゾトフ | 競泳                       | 男子4×100mリレー                 | 7月29日      |
| 銅     | ユリア・エフィモワ | 競泳                       | 女子200m平泳ぎ                   | 8月02日      |
| 銅     | マリア・キリレンコ ナディア・ペトロワ | テニス                     | 女子ダブルス                     | 8月05日      |
| 銅     | ダビド・アイラペチャン | ボクシング                 | 男子ライトフライ級               | 8月10日      |
| 銅     | ミーシャ・アロイアン | ボクシング                 | 男子フライ級                     | 8月10日      |
| 銅     | アンドレイ・ザンコボイ | ボクシング                 | 男子ウェルター級                 | 8月10日      |
| 銅     | デニス・アブリャジン | 体操                       | 男子床                           | 8月05日      |
| 銅     | アリーヤ・ムスタフィナ | 体操                       | 女子個人総合                     | 8月02日      |
| 銅     | マリア・パセカ | 体操                       | 女子跳馬                         | 8月05日      |
| 銅     | アリーヤ・ムスタフィナ | 体操                       | 女子床                           | 8月07日      |
| 銅     | アレクセイ・シュベッド ティモフェイ・モズコフ セルゲイ・カラセフ ヴィタリー・フリードソン サーシャ・カーン エフゲニー・ヴォロノフ ヴィクトル・ハラッパ セミョーン・アントノフ セルゲイ・モニア ドミトリー・フヴォストフ アントン・ポンクラショフ アンドレイ・キリレンコ     | バスケットボール           | 男子                             | 8月12日      |
| 銅     | ミンギヤン・セメノフ | レスリング                 | 男子グレコローマンスタイル55kg級 | 8月05日      |
| 銅     | ザウル・クラマゴメドフ | レスリング                 | 男子グレコローマンスタイル60kg級 | 8月06日      |
| 銅     | デニス・チャーグシュ | レスリング                 | 男子フリースタイル74kg級         | 8月10日      |
| 銅     | リュボフ・ボロソワ | レスリング                 | 女子フリースタイル63kg級         | 8月08日      |
| 銅     | オルガ・ザベリンスカヤ | 自転車                     | 女子個人ロード                   | 7月29日      |
| 銅     | オルガ・ザベリンスカヤ | 自転車                     | 女子個人タイムトライアル         | 8月01日      |
| 銅     | ニコライ・コワレフ | フェンシング               | 男子サーブル個人                 | 7月29日      |
| 銅     | イワン・ニフォントフ | 柔道                       | 男子81kg級                       | 7月31日      |
| 銅     | バレリー・ソロキナ ニナ・ビスローバ | バドミントン               | 女子ダブルス                     | 8月04日      |
| 銅     | ワシリー・モシン | 射撃                       | 男子ダブルトラップ               | 8月02日      |
| 銅     | アレクセイ・コロワシュコフ イリヤ・ペルフヒン | カヌー                     | 男子スプリントC-2 1000m          | 8月09日      |
| 銅     | アレクセイ・デニセンコ | テコンドー                 | 男子58kg級                       | 8月08日      |
| 銅     | アナスタシア・バリシニコワ | テコンドー                 | 女子67kg超級                     | 8月11日      |

## ドーピング違反
| 対象メダル | 選手名 | 競技                 | 種目             | 日付（現地） |
| ---------- | --- | -------------------- | ---------------- | ------------ |
| 金剥奪     | セルゲイ・キルジャプキン | 陸上                 | 男子50km競歩     | 8月11日      |
| 金剥奪     | マリア・サビノワ | 陸上                 | 女子800m         | 8月11日      |
| 金剥奪     | タチアナ・ルイセンコ | 陸上                 | 女子ハンマー投   | 8月10日      |
| 金剥奪     | イワン・ウーホフ | 陸上                 | 男子走高跳       | 8月07日      |
| 金剥奪     | ユリア・ザリポワ | 陸上                 | 女子3000m障害    | 8月06日      |
| 金剥奪     | エレーナ・ラシュマノワ | 陸上                 | 女子20km競歩     | 8月11日      |
| 金剥奪     | ナタリア・アントユフ | 陸上                 | 女子400mハードル | 8月08日      |
| 銀剥奪     | オリガ・カニスキナ | 陸上                 | 女子20km競歩     | 8月11日      |
| 銀剥奪     | ユリア・グシュチナ アントニーナ・クリヴォシャプカ タチアナ・フィロワ ナタリア・アントユフ アナスタシア・カパチンスカヤ ナタリア・ナザロワ | 陸上                 | 女子4×400mリレー | 8月11日      |
| 銀剥奪     | タチアナ・トマショワ | 陸上                 | 女子1500m        | 8月11日      |
| 銀剥奪     | スベトラーナ・ツァルケーワ | ウエイトリフティング | 女子63kg級       | 7月31日      |
| 銀剥奪     | ナタリア・ザボロトナヤ | ウエイトリフティング | 女子75kg級       | 8月03日      |
| 銀剥奪     | アプティ・アウハドフ | ウエイトリフティング | 男子85kg級       | 8月03日      |
| 銀剥奪     | アレクサンドル・イワノフ | ウエイトリフティング | 男子94kg級       | 8月04日      |
| 銅剥奪     | ダリヤ・ピシャルニコワ | 陸上                 | 女子円盤投       | 8月04日      |
| 銅剥奪     | タチアナ・チェルノワ | 陸上                 | 女子七種競技     | 8月04日      |
| 銅剥奪     | スベトラーナ・シュコリナ | 陸上                 | 女子走高跳       | 8月11日      |
| 銅剥奪     | エフゲニア・コロドコ | 陸上                 | 女子砲丸投       | 8月06日      |
| 銅剥奪     | ルスラン・アルベゴフ | ウエイトリフティング | 男子105kg超級    | 8月07日      |

## アーチェリー
女子の3人が個人戦、団体戦に出場した。団体戦では3位決定戦で日本に敗れて4位となった。

## 陸上競技
陸上競技では当初金メダル8個、銀メダル5個、銅メダル5個を獲得したが、後にドーピング違反が発覚し多くのメダルが剥奪された。

## バドミントン
女子ダブルスでは、1次リーグで無気力試合を行った4組が失格となった結果、ワレリア・ソロキナ、ニナ・ビスロワが繰り上げで準決勝に進出、3位決定戦で勝利し銅メダルを獲得した。

## バスケットボール
女子は2011年バスケットボール女子欧州選手権で優勝し、出場権を獲得した。男子は世界最終予選で出場権を獲得した。
男子は予選リーグを4勝1敗のトップで通過、準々決勝でリトアニアを破ったが、準決勝でスペインに敗れ、3位決定戦でアルゼンチンを破り銅メダルを獲得した。
女子は予選リーグを3勝2敗の3位で通過、準々決勝でトルコを破ったが、準決勝でフランスに敗れ、3位決定戦でもオーストラリアに敗れて4位となった。

## ボクシング
男子7人、女子3人の合計10人が出場、男子は金メダル1個、銅メダル3個、女子は銀メダル2個を獲得した。

## カヌー
男子が金メダル1個、銀メダル1個、銅メダル1個を獲得した。

## 自転車
女子のオルガ・ザベリンスカヤが銅メダルを2個獲得した。

## 飛込
男子が金メダル1個、銀メダル1個を獲得した。

## 馬術
3選手が出場した。

## フェンシング
男子では個人サーブルでニコライ・コバレフが銅メダルを獲得、団体フルーレでは5位、団体サーブルでは4位となった。
女子では個人サーブルでソフィア・ベリカヤが銀メダル、団体フルーレで2位、団体エペで4位となっている。

## 体操競技
男子団体は6位、女子団体は銀メダルを獲得した。
男子個人ではダビド・ ベリャフスキーが個人総合で5位、デニス・アブリャジンが跳馬で銀メダル、床で銅メダルを獲得した。
女子個人では個人総合でビクトリア・コモワが銀メダル、アリーヤ・ムスタフィナが銅メダルを獲得、種目別でもムスタフィナが段違い平行棒で金メダル、床で銅メダル、マリア・パセカが跳馬で銅メダルを獲得した。
新体操では個人総合でエフゲニア・カナエワが金メダル、ダリア・ドミトリエワが銀メダルを獲得、団体でも金メダルを獲得した。
トランポリンでは3人が出場し、銀メダルを1個獲得した。

## ハンドボール
女子が予選リーグで3勝1敗1分で決勝トーナメントに進出、準々決勝で韓国に23-24で敗れた。

## 柔道
男子で7人、女子で5人が出場、男子が金メダル3個、銀メダル1個、銅メダル1個を獲得した。

## 近代五種
男子2人、女子2人が出場、男子ではLesunが4位、Moiseevが7位となった。

## ボート
男子のクオドルプルスカル、女子のシングルスカルに選手がそれぞれ出場した。

## セーリング
7種目に選手が出場した。マッチレースでは4位となっている。

## 射撃
男子14人、女子1人が出場、銅メダルを1個獲得している。

## 競泳
銀メダル2個、銅メダル2個を獲得した。男子400mリレーで銅メダル、女子400mメドレーリレーで4位となっている。

## シンクロナイズドスイミング
デュエットと団体で金メダルを獲得した。

## 卓球
男子シングルスではアレクサンドル・シバエフが初戦となった3回戦でクロアチアのアンドレイ・ガチーナに敗れた。アレクセイ・スミルノフは2回戦を勝ち上がったが、3回戦で香港の江天一に敗れた。団体では初戦で王者中国と対戦、王皓、馬龍のダブルスを破ったが1-3で敗れた。
女子ではアンナ・ティホミロワが2回戦でイタリアのタン・モンファーディニを破り、3回戦で日本の福原愛と対戦したが0-4のストレートで敗れた。

## テコンドー
男子2人、女子2人が出場、男女それぞれで銅メダルを1個獲得した。

## テニス
男子はシングルスに4人、ダブルス1組、女子はシングルスに4人、ダブルス2組、混合ダブルス1組が出場した。
女子シングルスでマリア・シャラポワが銀メダル、マリア・キリレンコが4位となった。ダブルスではマリア・キリレンコ、ナディア・ペトロワが銅メダルを獲得している。

## トライアスロン
男子3人、女子2人が出場した。

## バレーボール
ビーチバレーには男子1組、女子2組が出場した。
男子は予選リーグを4勝1敗の3位で通過、準々決勝でポーランド、準決勝でブルガリア、決勝でブラジルを破り金メダルを獲得した。
女子は予選リーグを5勝0敗の1位で通過したが、準々決勝でブラジルに敗れてベスト8で終えた。

## 水球
女子がグループリーグを2勝1敗とし、準々決勝でハンガリーに10-11で敗れて5位から8位決定戦に回った。そしてイギリスを破ったが中国に敗れて6位となった。

## ウエイトリフティング
男子6人、女子4人が出場、男子が銀メダル2個、銅メダル1個、女子が銀メダル3個を獲得したが、後にドーピング違反が発覚し女子の銀1個を除き剥奪された。

## レスリング
男子フリースタイルには7人が出場し、金メダル2個、銀メダル1個、銅メダル1個、男子グレコローマンには6人が出場し、金メダル2個、銀メダル1個、銅メダル2個を獲得、女子は3人が出場し、金メダル1個、銅メダル1個を獲得した。